# The New International Encyclopedia
The New International Encyclopedia (с англ. — «Новая международная энциклопедия») — американская энциклопедия, впервые изданная в 1902 году издательством Dodd, Mead & Co.. Была преемницей «International Cyclopaedia» (с англ. — «Международная циклопедия») и переиздавалась в обновлённом виде в 1906, 1914 и 1926 годах.

## История

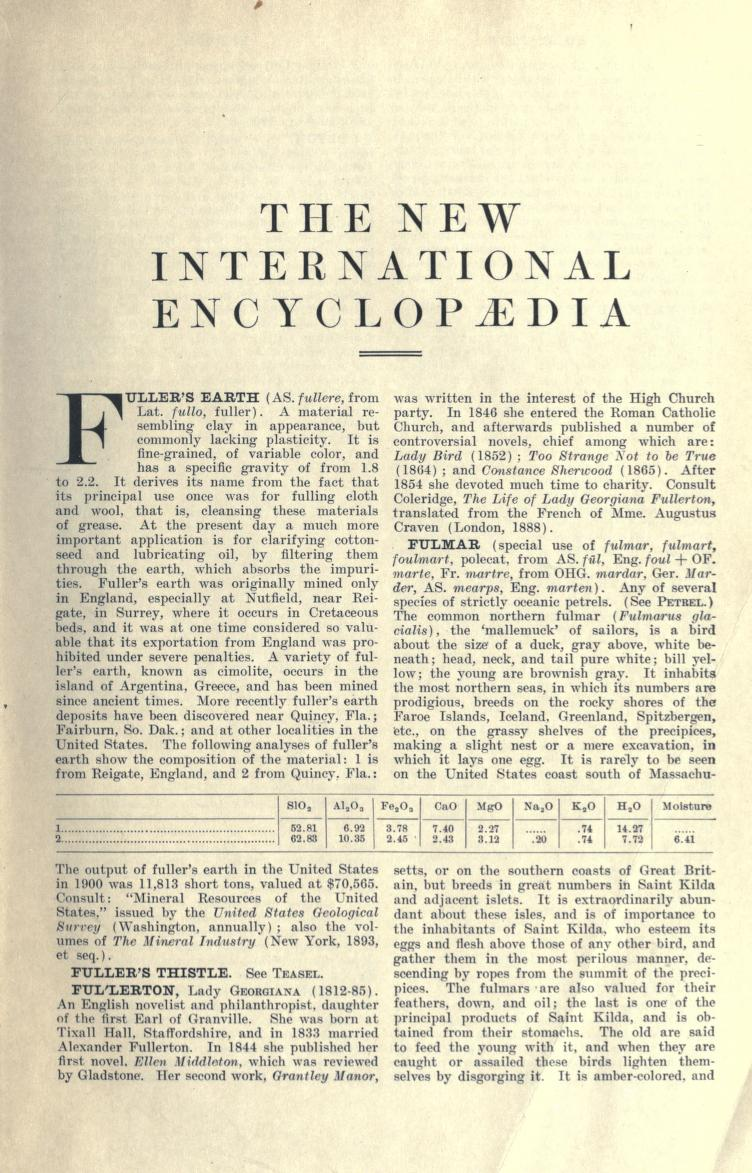
Первое издание, восьмой том.

«The New International Encyclopedia» была преемницей «International Cyclopaedia» (1884). Первоначально «International Cyclopaedia» была в значительной степени перепечаткой «Library of Universal Knowledge» (с англ. — «Библиотека универсального знания») Олдена, которая, в свою очередь, была перепечаткой британской «Chambers’s Encyclopaedia» (с англ. — «Энциклопедия палат»). Название было изменено на «The New International Encyclopedia» в 1902 году редакторами Гарри Терстоном Пеком, Дэниелем Койтом Гилманом и Фрэнком Муром Колби.
Энциклопедия была популярна, и её перепечатки были сделаны в 1904, 1905, 1907 (исправлена и расширена до 20 томов), 1909 и 1911 годах. 2-е издание вышло с 1914 по 1917 годы в 24 томах. После смерти Пека и Гилмана к Колби присоединился новый редактор Талкотт Уильямс. Это издание было тщательно переработано.
Третье издание было опубликовано в 1923 году, однако это была в основном переиздание с добавлением истории Первой мировой войны в 24-м томе. Два дополнительных тома были опубликованы в 1925 году. Ещё два тома дополнения были изданы в 1930 вместе с другим перепечатками.
Последнее издание было опубликовано в 1935 году издательством Funk & Wagnalls. В это издание вошло ещё одно обновление, созданное Гербертом Тредвеллом Уэйдом. Некоторые материалы из «The New International Encyclopedia» были включены в последующие книги издательства, такие как «Funk & Wagnalls Standard Encyclopaedia» (с англ. — «Стандартная энциклопедия Фанка и Вагналлса»).
Материал 1926 года был напечатан в Кембридже (штат Массачусетс), издательством Йельского университета. Бостонская переплетная компания Кембриджа изготовила обложки. Тринадцать книг, включающих 23 тома, составляют энциклопедию, в которую входит приложение после 23 тома. Каждая книга содержит около 1600 страниц.
Как и у других энциклопедий того времени, энциклопедия с 1908 года имела ежегодное приложение «The New International Yearbook». Как и сама энциклопедия, эта публикация была продана Фанку и Вагналлсу в 1931 году. Она редактировалась Фрэнком Муром Колби до его смерти в 1925 году, а затем Уэйдом. В 1937 году Фрэнк Гораций Визетелли стал редактором. Ежегодник издавался до 1966 года и пережил родительскую энциклопедию.
В подготовке материалов энциклопедии участвовали более 500 человек.